# Djellwar
Djellwar è uno dei sei comuni del dipartimento di Aleg, situato nella regione di Brakna in Mauritania. Contava 2.896 abitanti nel censimento della popolazione del 2000 e 7457 nel 2013.